# Targhe d'immatricolazione dell'Ucraina

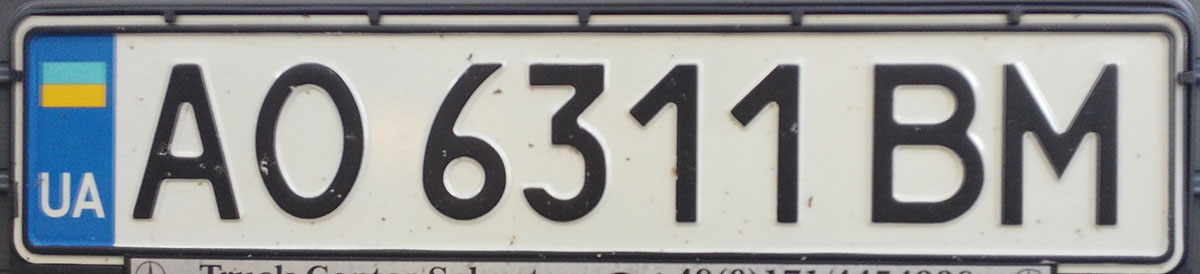
Targa standard con design introdotto nel 2017

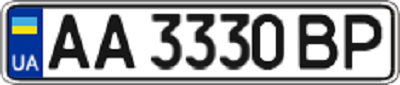
Grafica utilizzata dal 31 gennaio 2015 al 2017

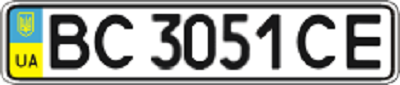
Esempio di formato emesso dal 2004 al 30 gennaio 2015

Le targhe d'immatricolazione dell'Ucraina vengono utilizzate per identificare i veicoli immatricolati nel Paese est-europeo.

## Storia

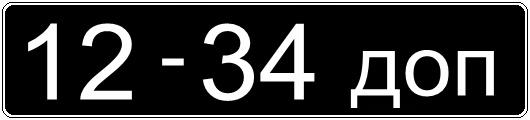
Targa anteriore con sistema e formato sovietici in uso dal 1959 al 1981

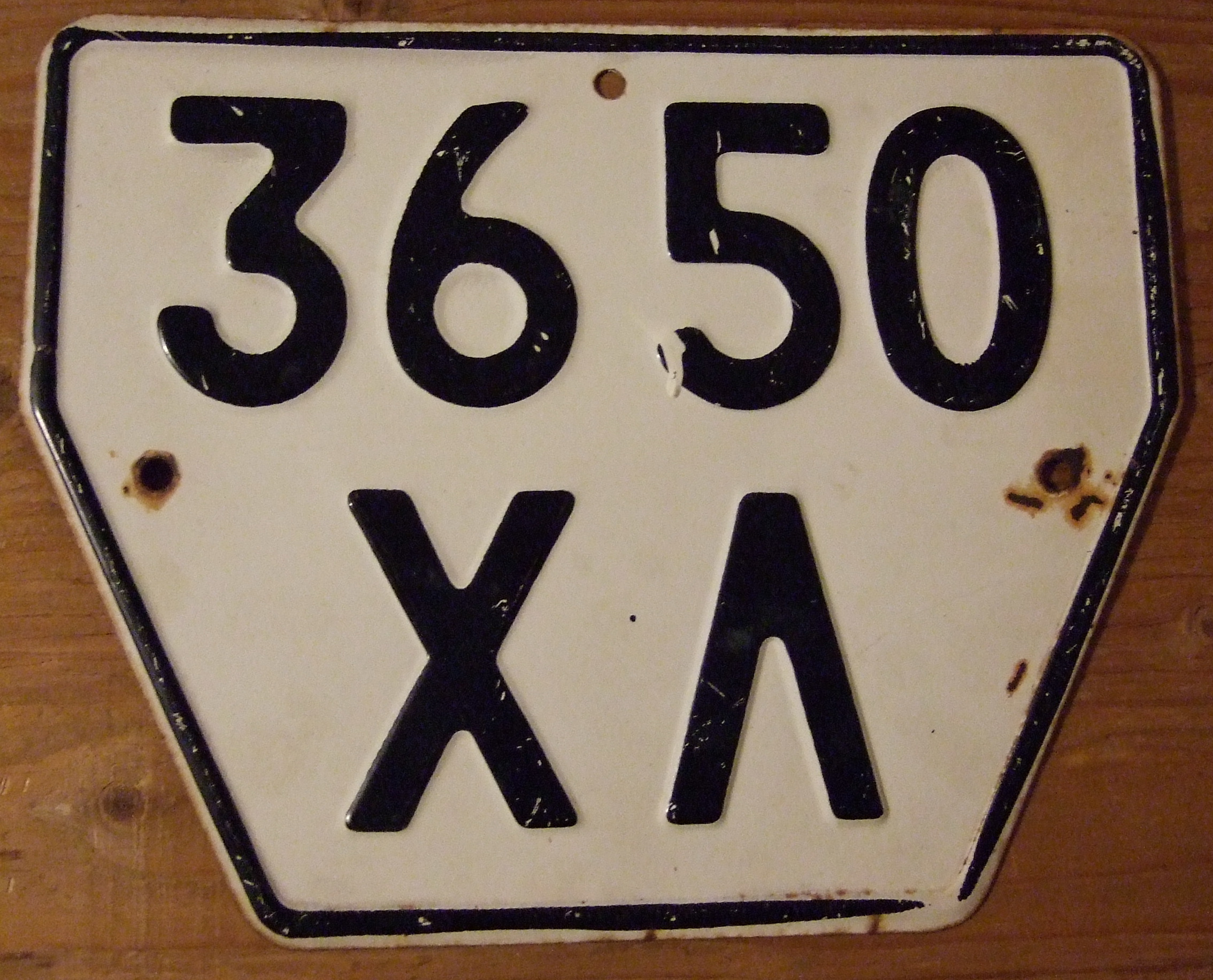
Targa di un semirimorchio degli anni 1981–1992

Il formato delle targhe d'immatricolazione ucraine cambiò a gennaio 1992, poche settimane dopo la dissoluzione dell'Unione Sovietica.
Le targhe d'immatricolazione sovietiche dal 1959 a tutto il 1980 erano a caratteri bianchi su fondo nero; in precedenza erano gialli con lettere e cifre nere. La combinazione era formata da due gruppi di due cifre separati da un trattino e seguiti da tre lettere in caratteri cirillici. La targa posteriore era quadrata, con le lettere situate sotto le cifre. Delle tre lettere, le prime due indicavano la regione: ad esempio nella foto in alto la sequenza 12-34 ДОН identificava un'automobile della regione di Donec'k. La terza lettera non era presente nei rimorchi e nelle macchine agricole, le quali continuavano ad avere lettere e numeri neri su fondo giallo.
A partire dal 1981 fu introdotto un nuovo formato, con caratteri neri su fondo bianco in ogni veicolo, che differenziava le targhe delle vetture private da quelle di proprietà dello Stato e dagli autocarri (virtualmente tutti gli automezzi utilizzati per il commercio, dato che questo era di proprietà del governo). I veicoli intestati a persone giuridiche, per esempio enti pubblici, mantennero lo schema 00-00 LLL (dove 0 = cifra e L = lettera), mentre quelli privati acquisirono lo schema L 00-00 LL. Le due (o prime due) lettere dopo le cifre indicavano una regione o grande città, che di solito aveva diversi codici a due lettere per aumentare il numero delle combinazioni possibili.

## Caratteristiche

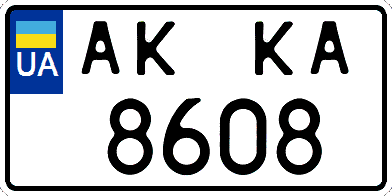
Targa posteriore su doppia linea

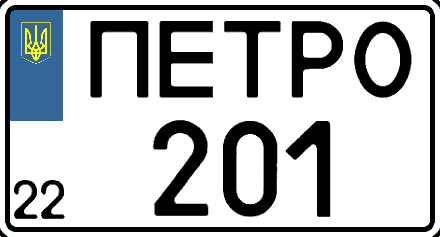
Targa d'immatricolazione personalizzata su due righe

Dal 1º marzo 2004 la sequenza nelle targhe d'immatricolazione standard consiste in due lettere, che identificano la regione (oblast' in ucraino), seguite da quattro cifre e altre due lettere progressive da AA a TX; la serie XX–XA dopo la numerazione (emessa in ordine alfabetico inverso, cioè XX, XT, XP, XO...) è assegnata ai rimorchi.
Dal 31 gennaio 2015 è stata introdotta sulla sinistra una banda blu e la bandiera ucraina ha sostituito lo stemma nazionale; in conformità alla Convenzione di Vienna sulla circolazione stradale, la sigla automobilistica internazionale UA è scritta con caratteri bianchi.
Nel 2017 la grafica è stata ulteriormente modificata: la banda è divenuta azzurra e il font è meno marcato.
Per migliorare la leggibilità delle targhe all'estero, è usato un sottoinsieme delle lettere dell'alfabeto cirillico ucraino, cioè solo quelle che appaiono come caratteri latini: A, B, C, E, H, I, K, M, O, P, T, X. Unica eccezione è rappresentata dalla lettera F dell'alfabeto latino, usata esclusivamente nella combinazione "XF" riservata ai rimorchi.
Fin dal 1997 è possibile avere targhe personalizzate prive della sigla internazionale, con combinazioni a piacere di cifre e/o lettere dell'alfabeto ucraino che non devono superare gli otto caratteri. Al posto della sigla identificativa della regione, un numero nero di dimensioni ridotte e compreso tra 01 e 27, in basso a sinistra, corrispondente ai codici numerici del sistema terminato nel marzo 2004, permette di individuare l'area di immatricolazione del veicolo. Sono particolarmente apprezzate e ricercate le combinazioni con il triplo zero iniziale o con tutte le cifre identiche (eccetto il quadruplo zero, combinazione vietata), il cui costo varia in base al seguente schema:
| Combinazione                       | Prezzo (in hryven')   |
| ---------------------------------- | --------------------- |
| 0001–0005, 0007–0009, 5555, 7777   | 20.000 UAH (654,50 €) |
| 1111, 2222, 3333, 4444, 8888, 9999 | 10.000 UAH (327 €)    |
| 0006, 6666                         | 7.500 UAH (245,50 €)  |

### Dimensioni

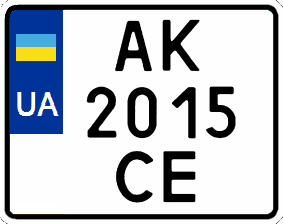
Formato 2015–2017 per motocicli e scooter

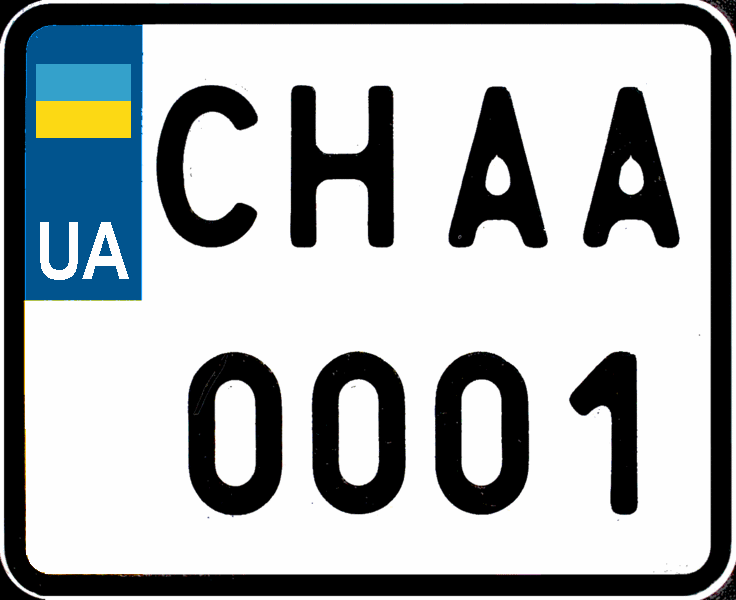
Formato 2015–2017 per ciclomotori

- Formato standard su un'unica linea per autoveicoli: 520 × 112 mm
- Formato su doppia linea per autoveicoli di case costruttrici americane o asiatiche con vano targa posteriore ridotto: 220 ÷ 400 mm × 110 ÷ 320 mm (dal 1º novembre 2007); le lettere sono più piccole delle cifre
- Formato su tre righe per motocicli, inclusi scooter: 220 × 174 mm (dal 1º gennaio 2007)
- Formato su due righe per ciclomotori e altri veicoli con cilindrata ≤ 50 cm³: 140 × 114 mm (dal 2010)
- Formato su doppia linea esagonale per macchine agricole, rimorchi agricoli e macchine semoventi o rettangolare per veicoli speciali con massa eccezionale: 288 × 226 mm; nelle targhe esagonali il lato inferiore (superiore soltanto nei rimorchi agricoli) misura 140 mm[3]

### Varianti

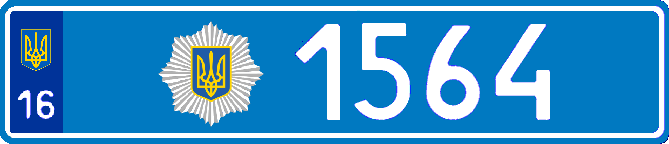
Formato per veicoli della Polizia (nella banda blu 16 = regione di Odessa)

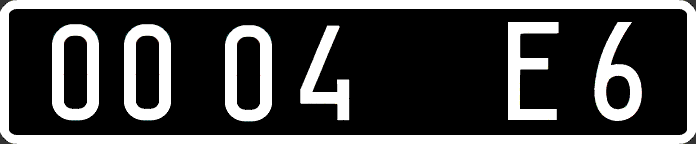
Targa di un veicolo militare

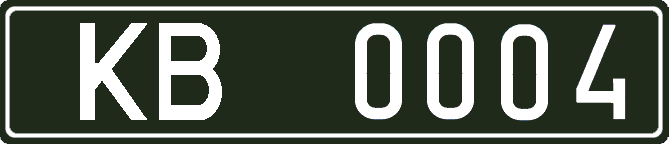
Formato per automezzi delle unità antiterrorismo (da maggio 2015)

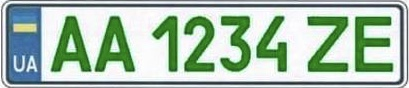
Targa d'immatricolazione di un veicolo elettrico (serie cessata nel 2022 con la "Z" dopo la numerazione)

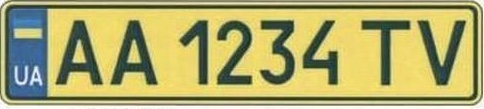
Targa di un taxi elettrico in servizio a Kiev città

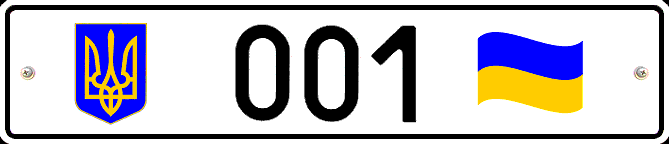
Design introdotto nel 2006 per l'autovettura riservata al Primo ministro

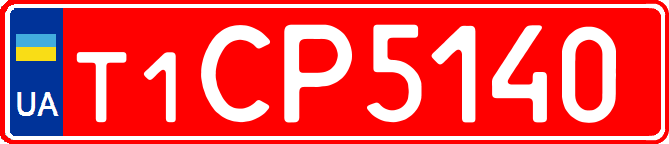
Targa di transito con 10 giorni di validità

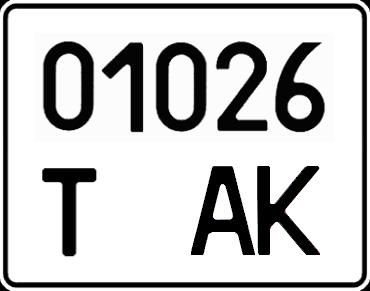
Formato in uso per veicoli di dimensioni eccezionali e macchine edili

- Autobus, minibus e taxi autorizzati a trasportare passeggeri utilizzano targhe che si differenziano da quelle ordinarie solamente per il fondo di colore giallo scuro.
- I veicoli in dotazione alla Polizia hanno quattro cifre bianche in campo azzurro; queste sono precedute dal numero della regione usato nel sistema precedente (vd. infra), anch'esso bianco e scritto sulla banda blu a sinistra sotto lo stemma nazionale, e dal logo del Corpo.
- Negli automezzi in dotazione alle Forze armate, una lettera dell'alfabeto cirillico ucraino (A, Б, B, Г, E, И, Л, H, П, P, C, T, Ф, Ю e Я per i veicoli e I, M, O, X per i rimorchi il cui formato misura 288 × 206 mm) e una cifra bianche su base nera precedute da una numerazione di quattro cifre e uno spazio identificano il Corpo specifico. Da maggio 2015 negli automezzi utilizzati da varie unità antiterrorismo, la serie consiste nelle lettere invariabili KB anteposte ad uno spazio e a quattro cifre; i caratteri sono bianchi su fondo verde scuro. La banda blu non è presente. Sui veicoli con l'alloggiamento per la targa posteriore ridotto viene applicato il formato 288 × 226 mm, con numeri e lettera su doppia linea. Sono su due righe anche le targhe dei motocicli, le cui dimensioni sono 220 × 174 mm.
- A metà settembre 2020 è iniziata l'emissione di targhe riservate ai veicoli elettrici, bianche con caratteri di colore verde; dal 2022 le due lettere in coda alla numerazione sono solo YA–YZ (esclusa la combinazione "YQ") dopo il ritiro dalla circolazione della serie che aveva la "Z" come prima lettera dopo le cifre, gradualmente sostituita. Nei taxi e negli autobus lo sfondo è giallo con lettere e cifre nere come nei veicoli non elettrici, dai quali si differenziano unicamente per le seguenti coppie di lettere posposte alla numerazione: TV-TW-TY-TZ[4] per i soli taxi, AY-AZ-BG-BL-BN-BQ-BR per autobus e taxi.
- Nelle targhe diplomatiche, dal 2004 bianche con lettere e numeri neri come quelle normali (in precedenza i caratteri erano bianchi su fondo rosso), le prime tre cifre dopo la sigla identificano il Paese della rappresentanza o l'organizzazione internazionale alla quale è intestato il veicolo.
- Nelle targhe dei veicoli dell'ordine diplomatico di San Giovanni di Dio, all'interno di uno scudetto lo stemma della croce di Malta, che sormonta le lettere bianche di dimensioni ridotte O.S.J. (iniziali di Order of Saint John), è preceduto dal codice CD e seguito da un numero di cinque cifre; i caratteri possono essere bianchi o argento su fondo rosso oppure neri su fondo bianco[5].
Rappresentazione schematica:

| CD 01234 |

- La vettura ufficiale del Presidente si contraddistingue per lo stemma nazionale al centro e la bandiera ucraina con i bordi orizzontali ondulati impressa sia a sinistra sia a destra dell'emblema; quella a sinistra ha l'asta a destra, mentre quella a destra ha l'asta a sinistra.
- Le targhe d'immatricolazione degli altri organi supremi dello Stato (membri dell'amministrazione presidenziale e del Parlamento) sono prive di lettere e presentano soltanto delle cifre. Se queste sono due o tre, a sinistra si trova lo stemma nazionale, a destra la bandiera ucraina con i bordi orizzontali ondulati; se invece le cifre sono quattro, la bandiera precede e l'emblema segue la numerazione, che per l'auto ufficiale del Primo ministro è 001 (01 fino al 2006).
- Dal 2006 le targhe temporanee da esportazione sono riconoscibili per il colore rosso e le scritte bianche su una, due o (nei motoveicoli) tre linee. La serie, che consiste in due lettere e quattro cifre, può essere preceduta dal numero associato alla regione oppure dal codice T, seguito da una cifra compresa tra 1 e 4, o (nelle macchine edili e nei veicoli di dimensioni eccezionali) TP, iniziale/i di транзит, cioè "transito"; nel primo caso la validità massima è di tre mesi, nel secondo di soli dieci giorni[6]. Dal 2004 al 2006 i caratteri erano neri su fondo rosso; a sinistra veniva indicato su una tabella rossa un numero bianco da 1 a 12 corrispondente al mese di scadenza della validità.
- Dal 2010 i veicoli tecnologici (macchine edili) e di dimensioni eccezionali hanno targhe quadrate solo posteriori con banda blu e numerazione a cinque cifre che sormontano la sigla della regione posposta a una T e a uno spazio. Alle città di Kiev e Sebastopoli è assegnato il codice della regione corrispondente, cioè AI e AK rispettivamente. Nel formato precedente, emesso dal 1995 al 2010, i caratteri erano bianchi su fondo nero, con in alto la "T" anteposta alla numerazione a quattro cifre e in basso il codice regionale (vd. infra).
- Alcuni veicoli, come i filobus, non necessitano di targhe automobilistiche, in quanto non possono abbandonare la rete su cui operano, peraltro possono essere identificati tramite il numero di serie o matricola assegnato dalle autorità.

## Sigle in uso

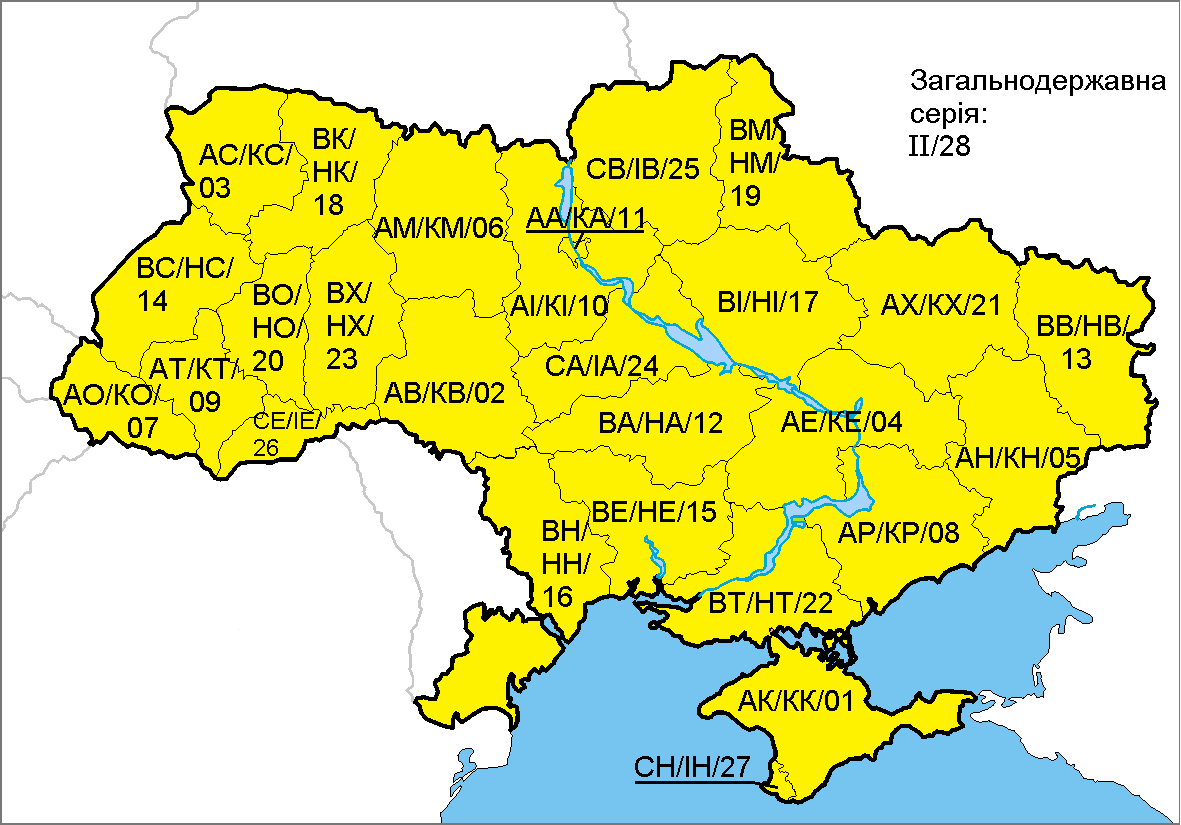
Distribuzione geografica delle sigle automobilistiche e dei codici numerici in uso nelle targhe standard e personalizzate

### Codici regionali
Già alla fine del 2013, a causa dell'esaurimento delle combinazioni esistenti, si era deciso di introdurre codici regionali che si andavano ad aggiungere a quelli con l'iniziale A, B o C. Queste nuove sigle, con lettera iniziale K, H o I, sono state emesse a partire dal 27 aprile 2020. 
In ottemperanza all'ordinanza del Ministero dell'Interno n. 166 del 2 marzo 2021, sono state introdotte ulteriori combinazioni di lettere per designare le aree di immatricolazione del Paese.
| Sigla/e        | Area d'immatricolazione                         | Sigla/e        | Area d'immatricolazione                            |
| -------------- | ----------------------------------------------- | -------------- | -------------------------------------------------- |
| AA, KA, TT, TA | Kiev città (misto Kyjiv)                        | AB, KB, MM, OK | Oblast' di Vinnycja                                |
| AC, KC, CM, TC | Oblast' di Volinia (Volyn')                     | AE, KE, PP, MI | Oblast' di Dnipropetrovs'k                         |
| AH, KH, TH, MH | Oblast' di Donec'k                              | AI, KI, TI, ME | Oblast' di Kiev (Kyjiv)                            |
| AK, KK, TK, MK | Repubblica autonoma di Crimea (Respublyka Krym) | AM, KM, TM, MB | Oblast' di Žytomyr                                 |
| AO, KO, MT, MO | Oblast' della Transcarpazia (Zakarpattya)       | AP, KP, TP, MP | Oblast' di Zaporižžja                              |
| AT, KT, TO, XC | Oblast' di Ivano-Frankivs'k                     | AX, KX, XX, EX | Oblast' di Charkiv                                 |
| BA, HA, XA, EA | Oblast' di Kirovohrad                           | BB, HB, EE, EB | Oblast' di Luhans'k                                |
| BC, HC, CC, EC | Oblast' di Leopoli (L'viv)                      | BE, HE, XE, XH | Oblast' di Mykolaïv                                |
| BH, HH, OO, EH | Oblast' di Odessa                               | BI, HI, XI, EI | Oblast' di Poltava                                 |
| BK, HK, XK, EK | Oblast' di Rivne                                | BM, HM, XM, EM | Oblast' di Sumy                                    |
| BO, HO, XO, EO | Oblast' di Ternopil'                            | BT, HT, XT, ET | Oblast' di Cherson                                 |
| BX, HX, OX, PX | Oblast' di Chmel'nyc'kyj                        | CA, IA, OA, PA | Oblast' di Čerkasy                                 |
| CB, IB, OB, PB | Oblast' di Černihiv                             | CE, IE, OE, PE | Oblast' di Černivci                                |
| CH, IH, OH, PH | Sebastopoli città (misto Sevastopol')           | II             | Diffusione nazionale (amministrazione dello Stato) |

### Targhe emesse online

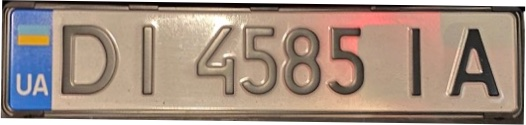
Targa emessa online di un veicolo immatricolato tramite il portale web Dija

Da dicembre 2022 le targhe ucraine possono essere emesse online. In tali casi la coppia di lettere (nell'elenco sotto riportato) che precede la numerazione non indica i codici regionali, ma identifica il portale web dove il proprietario del veicolo si è registrato per l'immatricolazione:
- ED, DC - se il contratto per l'immatricolazione del veicolo è stato concluso utilizzando il Driver's Electronic Cabinet, ossia il registro statale unificato del sistema informativo nazionale del Ministero degli Affari interni;
- DI, PD - se il contratto per l'immatricolazione del veicolo è stato concluso tramite il portale web dei Servizi Elettronici dello Stato, nello specifico utilizzando l'applicazione mobile del portale Dija[8].

### Codici utilizzati nelle targhe diplomatiche da luglio 2013

Modello di targa di un veicolo di un agente diplomatico

- CDP 0001, CDP 0002 - Chief of Diplomatic Missions
- DP - Diplomat
- S - Non Diplomatic Embassy Staff

### Altri codici speciali (dal 2021)

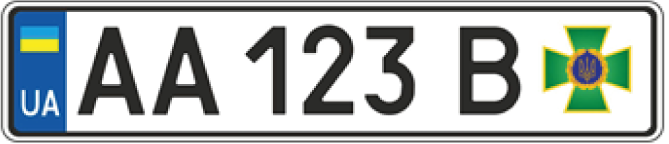
Formato per veicoli in dotazione al Servizio Guardia di Frontiera di Kiev città

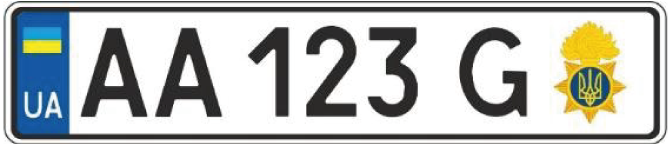
Targa di un veicolo della Guardia nazionale dell'Ucraina immatricolato a Kiev città

- AA[9] xxx[10] B: Servizio Guardia di frontiera (B = Border)
- AA xxx E: Servizio di Soccorso Operativo della Protezione Civile nazionale (E = Emergency)
- AA xxx G: Guardia nazionale dell'Ucraina (G = Guard)

## Sigle emesse dal 1995 al 2004

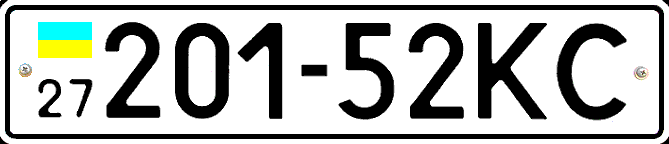
Targa (ancora valida) di un veicolo immatricolato a Sebastopoli con il sistema introdotto nel 1995 e cessato il 29 febbraio 2004

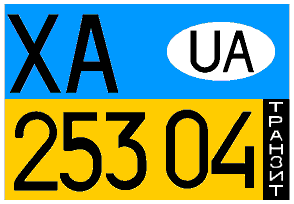
Targa di transito bicolore (1995–2000)

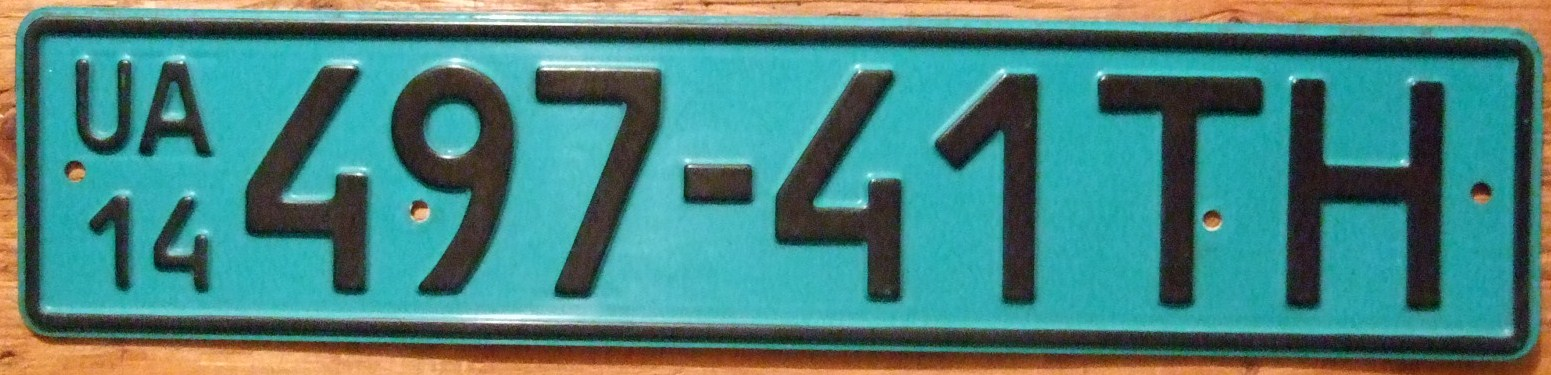
Targa d'immatricolazione provvisoria con formato emesso dal 2000 al 2001

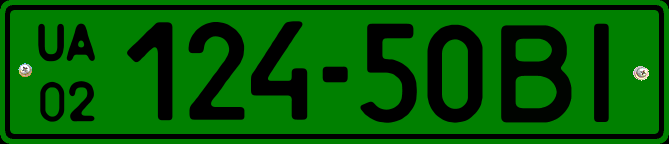
Targa temporanea del tipo utilizzato dal 2001 alla fine del 2002

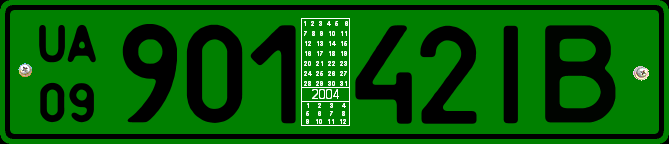
Targa provvisoria con grafica in uso dal 2003 al 29 febbraio 2004 (nella tabella centrale sono riportati giorno, mese e anno di scadenza della validità)

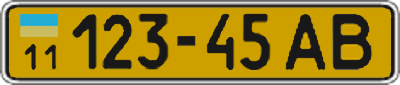
Targa d'immatricolazione di un automezzo adibito al trasporto pubblico di passeggeri (1995–2004)

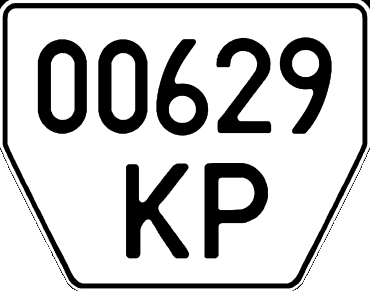
Formato per rimorchi e macchine agricole

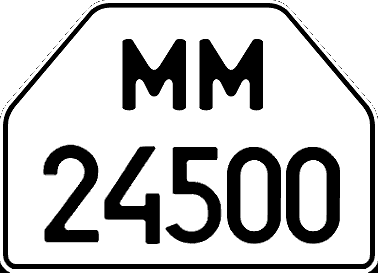
Formato per rimorchi agricoli

Dal 1995 al 29 febbraio 2004 un numero da 01 a 28, che era impresso sotto la bandiera e (tranne il 28, riservato ai veicoli statali) indicava la regione, aveva sostituito a sinistra la sigla automobilistica internazionale "UA" del formato precedente, che restava nelle sole targhe provvisorie di transito. Queste erano di cartone e bicolori (celesti nella metà superiore e gialle in quella inferiore) dal 1995 al 2000, di plastica e azzurre dal 2000 al 2001, di plastica e verdi dal 2001 al 29 febbraio 2004.
Le lettere identificative della regione erano posizionate a destra e precedute da due numeri, composti rispettivamente da tre e due cifre, divisi da una linea orizzontale.
Le targhe dei motocicli avevano cifre e lettere disposte su doppia linea; le targhe degli automezzi adibiti al trasporto pubblico dal 2000 si contraddistinguevano per i caratteri neri su fondo giallo scuro come quelle attuali.
I rimorchi avevano lo stesso formato esagonale tuttora utilizzato per le macchine agricole o semoventi e i rimorchi agricoli.
| Codice numerico | Sigle                          | Area d'immatricolazione                            |
| --------------- | ------------------------------ | -------------------------------------------------- |
| 01              | КP, КO, PK                     | Repubblica autonoma di Crimea (Respublyka Krym)    |
| 02              | ВІ, ВТ, ВХ                     | Oblast' di Vinnycja                                |
| 03              | ВO, ВK, ВM                     | Oblast' di Volinia (Volyn')                        |
| 04              | АА, АВ, АЕ, АH, АK, АІ, СМ     | Oblast' di Dnipropetrovs'k                         |
| 05              | ЕА, ЕВ, ЕК, ЕН, ЕО, ЕС, EE     | Oblast' di Donec'k                                 |
| 06              | ВА, ВВ, ВЕ, OI                 | Oblast' di Žytomyr                                 |
| 07              | РE, РT, РP                     | Oblast' della Transcarpazia (Zakarpattya)          |
| 08              | НА, НЕ, НC, НO, НP, HB         | Oblast' di Zaporižžja                              |
| 09              | ІВ, ІС, IE                     | Oblast' di Ivano-Frankivs'k                        |
| 10              | КК, КМ, КХ                     | Oblast' di Kiev (Kyjiv)                            |
| 11              | КА, КВ, КЕ, КI, КH, КТ, II, OO | Kiev città (misto Kyjiv)                           |
| 12              | ОH, ОM, ОС                     | Oblast' di Kirovohrad                              |
| 13              | АМ, АP, АO, АТ, АХ, AC, IA     | Oblast' di Luhans'k                                |
| 14              | ТА, ТВ, ТC, ТH, TT, TO         | Oblast' di Leopoli (L'viv)                         |
| 15              | НI, НK, НT                     | Oblast' di Mykolaïv                                |
| 16              | ОА, ОВ, ОЕ, ОК, OT             | Oblast' di Odessa                                  |
| 17              | СК, СН, СС                     | Oblast' di Poltava                                 |
| 18              | РА, РВ, РО                     | Oblast' di Rivne                                   |
| 19              | СА, СВ, СЕ                     | Oblast' di Sumy                                    |
| 20              | ТI, ТE, ТK                     | Oblast' di Ternopil'                               |
| 21              | ХА, ХK, ХB, XP                 | Oblast' di Charkiv                                 |
| 22              | ХO, ХH                         | Oblast' di Cherson                                 |
| 23              | ХМ, XI                         | Oblast' di Chmel'nyc'kyj                           |
| 24              | МА, МВ, МЕ, MT                 | Oblast' di Čerkasy                                 |
| 25              | МM, МK, МН                     | Oblast' di Černihiv                                |
| 26              | МО, МР, МС                     | Oblast' di Černivci                                |
| 27              | КС                             | Sebastopoli città (misto Sevastopol')              |
| 28              | HH, XX, II                     | Diffusione nazionale (amministrazione dello Stato) |

## Codici regionali assegnati dal 1995 al 2010 ai veicoli di dimensioni eccezionali e alle macchine edili

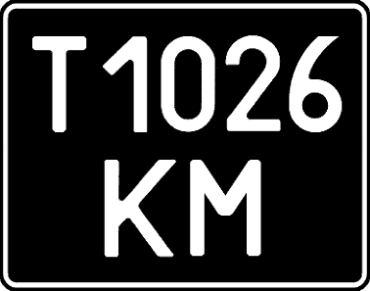
Formato 1995–2010 per veicoli di dimensioni eccezionali e macchine industriali

| Sigle  | Area d'immatricolazione                         | Sigle      | Area d'immatricolazione                   |
| ------ | ----------------------------------------------- | ---------- | ----------------------------------------- |
| ВІ, ВЦ | Oblast' di Vinnycja                             | ВН, ВЛ     | Oblast' di Volinia (Volyn')               |
| ДН, ДП | Oblast' di Dnipropetrovs'k                      | ДK, ДЦ, ДО | Oblast' di Donec'k                        |
| ЖІ, ЖТ | Oblast' di Žytomyr                              | ЗА, ЗК     | Oblast' della Transcarpazia (Zakarpattya) |
| ЗП, ЗС | Oblast' di Zaporižžja                           | ІФ, ІА     | Oblast' di Ivano-Frankivs'k               |
| КГ, КД | Oblast' di Kirovohrad                           | KI         | Kiev città (misto Kyjiv)                  |
| КM, КP | Repubblica autonoma di Crimea (Respublyka Krym) | КX         | Oblast' di Kiev (Kyjiv)                   |
| ЛУ, ЛГ | Oblast' di Luhans'k                             | ЛВ, ЛК     | Oblast' di Leopoli (L'viv)                |
| МК, МВ | Oblast' di Mykolaïv                             | ОД, ОЕ     | Oblast' di Odessa                         |
| ПЛ, ПВ | Oblast' di Poltava                              | РВ, РІ     | Oblast' di Rivne                          |
| СУ, СМ | Oblast' di Sumy                                 | ТЕ, ТР     | Oblast' di Ternopil'                      |
| ХА, ХВ | Oblast' di Charkiv                              | ХМ, ХЛ     | Oblast' di Chmel'nyc'kyj                  |
| XO, XH | Oblast' di Cherson                              | ЧB, ЧЦ     | Oblast' di Černivci                       |
| ЧК, ЧР | Oblast' di Čerkasy                              | ЧН, ЧГ     | Oblast' di Černihiv                       |

## Sigle emesse dal 1992 al 1995

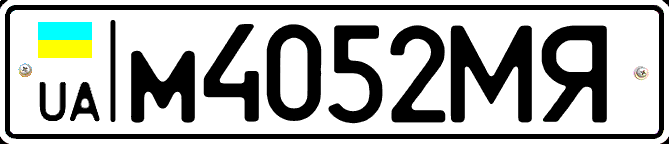
Targa di un veicolo privato della regione di Mykolaïv con formato emesso dal 1993 al 1995

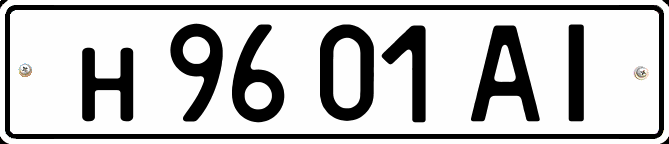
Targa di un veicolo privato immatricolato nella regione di Luhans'k (1992–1993)

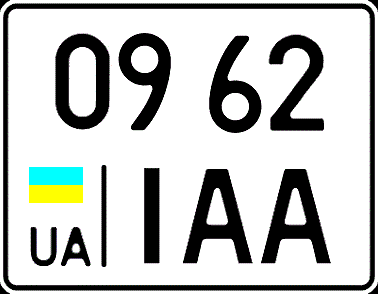
Targa posteriore di un veicolo di proprietà dello Stato (formato 1993–1995)

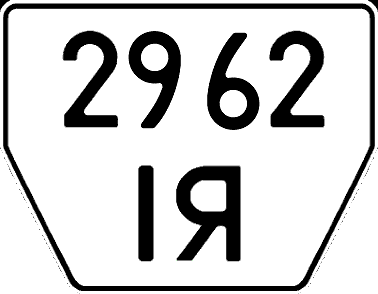
Formato per rimorchi 1992–1995

Anche dal 1992 al 1995 la sigla identificativa della regione occupava il margine destro delle targhe standard, ma era preceduta dal codice internazionale "UA" sotto la bandiera e da una linea verticale, seguita da una lettera variabile a caratteri ridotti (non presente nelle targhe dei rimorchi) e un numero progressivo di quattro cifre.
Nei veicoli commerciali o di proprietà statale e nei motocicli la lettera variabile non era di dimensioni ridotte e veniva aggiunta, anziché prima delle cifre, dopo la sigla della regione.
Venivano utilizzate anche tre lettere dell'alfabeto cirillico: Д (= D), И (= I) e, con maggiore frequenza, Я (= JA).
Dal 1992 al 1993 il formato era analogo ma privo di bandiera, sigla "UA" e linea verticale.
| Sigle per auto e moto | Sigle ucraino-sovietiche per auto e moto | Sigle per rimorchi | Area d'immatricolazione                         |
| --------------------- | ---------------------------------------- | ------------------ | ----------------------------------------------- |
| AI, AЯ                | BГ                                       | BP, AI, IE         | Oblast' di Luhans'k                             |
| BI, BX                | BИ                                       | BI, XO             | Oblast' di Vinnycja                             |
| BH, BЯ                | BH                                       | BH, IC             | Oblast' di Volinia (Volyn')                     |
| EI, EM, EЯ            | KД                                       | BC, EI             | Oblast' di Kirovohrad                           |
| IB, IA                | ИФ                                       | EЯ, IT             | Oblast' di Ivano-Frankivs'k                     |
| IK, IM                | ЗA                                       | HM, IM             | Oblast' della Transcarpazia (Zakarpattya)       |
| IH, II                | ЛB                                       | IH, II, XP         | Oblast' di Leopoli (L'viv)                      |
| IO, IP                | ЖИ, ЖЖ, ЖБ                               | HH, IO             | Oblast' di Žytomyr                              |
| IC, IE                | ЧB                                       | OX, OI             | Oblast' di Černivci                             |
| IX, IЯ                | ПO                                       | XT, IX             | Oblast' di Poltava                              |
| KI, XT, XE            | KИ, XT                                   | KI, CЯ             | Kiev città (misto Kyjiv)                        |
| KP, MЯ, MX            | KP                                       | HЯ, KP             | Repubblica autonoma di Crimea (Respublyka Krym) |
| KX, MI                | KX                                       | KX, MI             | Oblast' di Kiev (Kyjiv)                         |
| HI, HB, HЯ            | HИ                                       | HI, HK             | Oblast' di Mykolaïv                             |
| OI, OЯ                | OД                                       | OE, OЯ, PX         | Oblast' di Odessa                               |
| PB, PH                | PB                                       | PB, PI             | Oblast' di Rivne                                |
| PK, PC, PI            | ЧK                                       | PK, IA             | Oblast' di Čerkasy                              |
| PM, PX                | ЧH                                       | XB, IT             | Oblast' di Černihiv                             |
| CI, CЯ, CP            | CУ                                       | OT, CI             | Oblast' di Sumy                                 |
| TI, TE                | TE                                       | TE, TI             | Oblast' di Ternopil'                            |
| XA, XI, XK            | XA, XK                                   | XA, XI, ЯI         | Oblast' di Charkiv                              |
| XM, TЯ                | XM                                       | XM, IB, IK         | Oblast' di Chmel'nyc'kyj                        |
| XO, XЯ                | XO                                       | XH, XЯ, IЯ         | Oblast' di Cherson                              |
| ЯA, ЯC, ЯB            | ДH, ДП                                   | XX, ЯB, ЯC, ЯE     | Oblast' di Dnipropetrovs'k                      |
| ЯH, ЯM, ЯI, ЯO        | ДO, ДЦ                                   | ЯM, ЯH, XE         | Oblast' di Donec'k                              |
| ЯT, ЯЯ, ЯX, IT        | ЗП, ЗH                                   | ЯЯ, ЯX, EE         | Oblast' di Zaporižžja                           |

## Codici speciali terminati

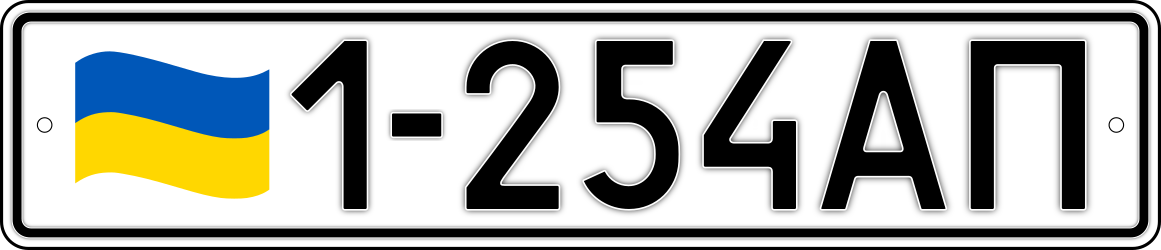
Formato introdotto nel 2000 e terminato nel 2004 per le auto dell'amministrazione presidenziale

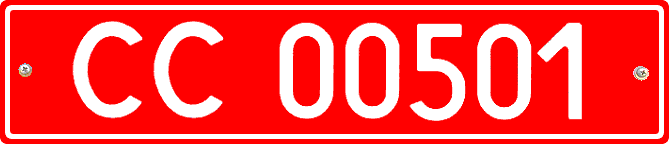
Formato cessato nel 1997 per le auto di Corpi consolari

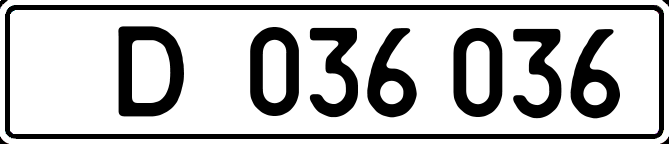
Targa diplomatica del tipo emesso dal 2004 al 30/06/2013

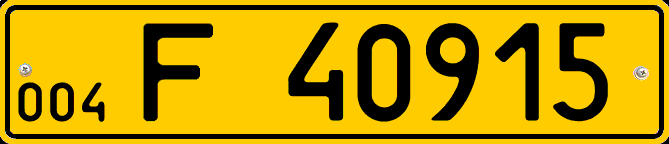
Formato 1998–2001 per veicoli intestati a una società o banca o agenzia di stampa estera

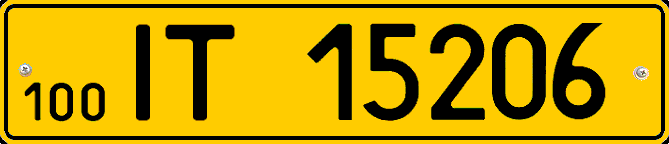
Formato 2001–2004 per veicoli intestati a una società o banca o agenzia di stampa estera

- AA 0001–1000: Ufficio del Presidente dell'Ucraina
- AA 80xx[10] (2000–2004): Amministrazione statale del comune di Kiev
- 1-xxx AП (2000–2004): Amministrazione presidenziale (Aдміністрація Президента)
- B (nero su giallo, fino al 1997): veicoli da esportazione
- BB 00xx, 29xx, 99xx (2000–2004): Amministrazione della Guardia di Stato dell'Ucraina
- 0-001 BP – 0-500 BP (2000–2004): Personale della Verchovna Rada (Bерхoвна Pада, cioè Parlamento)
- 2-xxx BP (2000–2004): Membri della Verchovna Rada
- BC 00xx (2000–2004): Membri della Corte suprema dell'Ucraina (Bеpхoвній Cуд)
- C (nero su giallo, fino al 2004): veicoli di esperti e specialisti domiciliati in Ucraina per un periodo superiore a sei mesi
- CC (bianco su rosso, fino al 1997): Corpo consolare
- D (dal 2004 al 30 giugno 2013): veicoli di agenti diplomatici, delegazioni diplomatiche, personale non diplomatico accreditato presso ambasciate o uffici consolari, uffici di rappresentanza di organizzazioni internazionali[15]
- F (1998–2001): veicoli ufficiali di società, banche, agenzie di stampa e media esteri
- II 33xx, KA 33xx, KB 33xx, KC 33xx, KI 33xx, KK 33xx, 3-xxx KM, KT 33xx (dal 2000 al 2004): Membri del Gabinetto dei ministri (Кабінет Mіністрів)
- IT (nero su giallo, 2001–2004): veicoli ufficiali di società, banche, agenzie di stampa e media esteri
- KA 00xx, 77xx, KI 00xx, 77xx (2000–2004): Membri della Verchovna Rada
- KA 44xx (2000–2004): Personale della Banca Nazionale dell'Ucraina
- KA 99xx (2000–2004): Ministero degli affari esteri
- KC 00xx, 70xx (2000–2004): Membri della Corte costituzionale dell'Ucraina (Kонстітуціoннокхo Cуд)
- MM 00xx, TT 00xx (2000–2004): Autovetture personali di rappresentanti del Ministero degli affari interni
- OП (1995–2004): Guardia del corpo del Presidente (Oхоpoнeць Пpeзидента)

## Regioni separatiste dell'Ucraina orientale
La Federazione Russa ha iniziato a riconoscere le targhe d'immatricolazione apposte sui veicoli provenienti da entrambe le repubbliche a partire da febbraio 2017.

### Repubblica Popolare di Doneck

Targa di un veicolo privato della Rep. Popolare di Doneck del tipo utilizzato da novembre 2015

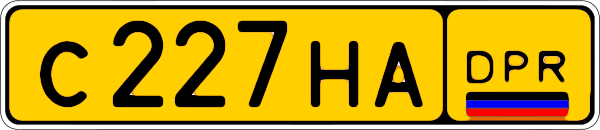
Formato in uso dal 26 maggio a novembre 2015 per veicoli della RPD adibiti a trasporto pubblico

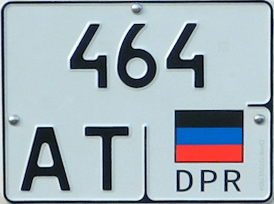
Esempio di formato su due righe per rimorchi

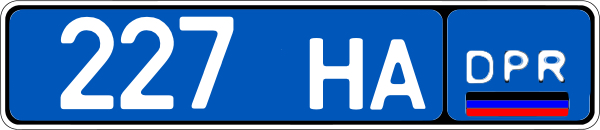
Targa di un'autovettura della Polizia

La Repubblica Popolare di Doneck dal 26 maggio 2015 ha iniziato a emettere targhe d'immatricolazione distinte da quelle dell'Ucraina, che non possono essere utilizzate al di fuori della Federazione Russa, della Repubblica Popolare di Lugansk e del proprio territorio. Le targhe dei veicoli privati hanno bordo e scritte neri su fondo bianco riflettente, quelle dei veicoli adibiti a trasporto pubblico sono di colore giallo. Nei vari formati esse sono molto simili a quelle della Russia; l'unica differenza è data dalla bandiera adesiva a destra di una linea verticale divisoria e dalle lettere nere sottostanti DPR, acronimo inglese di Donetsk People's Republic. La serie è costituita da una lettera, tre cifre leggermente più grandi e due ulteriori lettere comuni all'alfabeto latino e cirillico.
La grafica utilizzata dal 26 maggio a novembre 2015 si diversificava da quella attualmente in uso per la sigla "DPR" posizionata sopra anziché sotto la bandiera. 
Nel formato per motoveicoli e rimorchi un numero a tre cifre sormonta due lettere seriali e, separate da una linea verticale, la bandiera sopra le lettere DPR. Le targhe per ciclomotori sono uguali, variano solo le dimensioni (più piccole). 
I veicoli governativi hanno targhe bianche con lo stemma di un'aquila bicipite a sinistra anteposta a un numero progressivo di tre cifre partendo da 001 e alla bandiera. È stata fotografata anche una targa posteriore con una bandiera di dimensioni uguali ai caratteri alfanumerici seguita dalla sequenza HC 001. 
Gli automezzi della Polizia si contraddistinguono per le scritte bianche su fondo azzurro riflettente e la mancanza della lettera prima delle cifre. 
Alle autovetture in dotazione al Ministero della Difesa vengono assegnate targhe nere con serie composta da una lettera, tre cifre e altre due lettere bianche che precedono bandiera e sigla DPR. Hanno targhe nere con caratteri bianchi anche gli automezzi del Ministero delle situazioni di emergenza, prive della lettera a sinistra della numerazione, e i veicoli militari, i quali presentano le lettere fisse ДK (Дoнецк Kopпус, Corpo di Doneck) seguite da uno spazio e un numero di quattro cifre. Targhe simili sono riservate al Ministero della Difesa (MO = Mинистepтвo Oбopoны), alla Guardia Repubblicana (PГ = Pecублиҝанcкaя Гвapдия), alle Truppe interne (BB = Bнутpeнниe Boйcкa) e all'Accademia Militare (BУ = Boeннoe Училищe).

### Repubblica Popolare di Lugansk

Formato standard emesso da giugno 2016 per i veicoli della Rep. Popolare di Lugansk

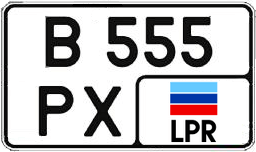
Targa di un motoveicolo della RPL

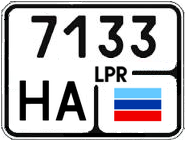
Esempio di formato per rimorchi

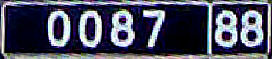
Formato introdotto ad agosto 2015 per le auto degli alti funzionari non governativi

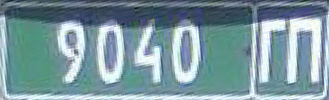
Targa apposta sull'autovettura del Procuratore Generale, del tipo utilizzato da giugno 2016

Dal 16 giugno 2016 la Repubblica Popolare di Lugansk ha iniziato a emettere targhe d'immatricolazione distinte da quelle dell'Ucraina, che non possono essere utilizzate al di fuori della Federazione Russa, della Repubblica Popolare di Doneck e del proprio territorio. Le targhe dei veicoli privati hanno bordo e scritte neri su fondo bianco riflettente, quelle dei veicoli adibiti a trasporto pubblico sono di colore giallo. La serie standard consiste in una lettera, tre cifre leggermente più grandi e altre due lettere comuni all'alfabeto latino e cirillico. Il design è molto simile a quello delle targhe russe, dalle quali si differenzia unicamente per la bandiera (stampata, non adesiva) della repubblica che sovrasta le lettere nere LPR, acronimo inglese di Lugansk People's Republic, a destra di una linea verticale divisoria.
Nel formato su due righe per motoveicoli la lettera a sinistra della numerazione e le cifre sono posizionate in alto, le due lettere restanti, bandiera e sigla LPR in basso. I rimorchi hanno un formato di dimensioni 288 × 206 mm, con quattro cifre sopra due lettere (a partire da "AA"), una linea verticale e la bandiera della repubblica sormontata dalla sigla LPR. Le targhe provvisorie misurano 245 × 188 mm; quattro cifre sormontano le lettere MM a sinistra, bandiera e sigla LPR a destra.
Le vetture governative non si differenziano da quelle ordinarie tranne che per una Л anteposta alle tre cifre e le lettere HP posposte alla numerazione; le tre lettere cirilliche (che dai primi mesi del 2015 a metà giugno del 2016 non erano separate e precedevano tre cifre, una lettera cirillica e un'ulteriore cifra) sono le iniziali di Луганская Hародная Pеспубликa (Luganskaja Narodnaja Respublika, cioè "Repubblica Popolare di Lugansk"). 
Da agosto 2015 le vetture degli alti funzionari non governativi si contraddistinguono per le targhe nere con la numerazione a quattro cifre bianche partendo da 0001; una linea verticale anch'essa bianca le divide dal numero dipartimentale dello stesso colore. 
Gli automezzi della Polizia si contraddistinguono per i caratteri bianchi su fondo azzurro riflettente e la serie iniziata da A0001. 
I veicoli militari hanno targhe nere con scritte bianche; le lettere fisse ЛK che stanno per Луганcк Kopпуc (Corpo di Lugansk) sono seguite da uno spazio e un numero di quattro cifre; sono in circolazione mezzi con la lettera БP il cui significato è al momento sconosciuto. 
Anche le targhe dei veicoli del Ministero delle Situazioni di Emergenza (МЧС) sono nere con scritte bianche; quattro cifre a partire da 0001 precedono le lettere AA, una linea verticale divisoria e la bandiera della repubblica sopra la sigla LPR. 
Un primo formato emesso per le autovetture del Procuratore Generale, emesso probabilmente da giugno 2016, aveva targhe nere con la bandiera sulla sinistra e le lettere bianche ГП (iniziali di Гeнepaльый Пpoкуpop) anteposte a un numero a quattro cifre dello stesso colore. Da agosto 2016 è documentato un secondo formato, plastificato e senza bandiera, di colore verde con scritte bianche; le lettere ГП sono posposte a quattro cifre (la prima è un 9) e a una linea verticale divisoria. 
Quanto ai veicoli del Ministero delle Finanze e quelli della Polizia stradale militare, il formato attualmente in uso è uguale al primo tipo emesso per le vetture del Procuratore Generale, quindi con caratteri bianchi su fondo nero, ma le lettere in testa alla numerazione a quattro cifre sono rispettivamente MФ (Mинистepтвo Финaнcoв) e BAИ (Boeниaя Aвтoинcпeкция).